# Список казнённых глав государств и правительств

## Древний мир и Средневековье
| дата            | имя                  | страна                                        | титул                                 | Обстоятельства казни |
| --------------- | -------------------- | --------------------------------------------- | ------------------------------------- | --- |
| 34 до н. э.     | Артавазд II          | Великая Армения                               | царь (56—34 до н. э.)                 | В 36—34 годах до н.э. Марк Антоний начал войну с Парфией и Арменией. Артавазда заманили в лагерь и захватили. После чего он был перевезен в Египет. Через 3 года был обезглавлен.                                                                                          |
| 705             | Леонтий              | Византия                                      | император (695—698)                   | Свергнут и заточён в Далматский монастырь. При Юстиниане II с позором проведён по улицам города и обезглавлен вместе с Тиберием III на Собачьем рынке. |
| 705             | Тиберий III          | Византия                                      | император (698—705)                   | Низложен Юстинианом II, по приказу которого был обезглавлен вместе с Леонтием на Собачьем рынке. |
| 978             | Ярополк              | Киевская Русь                                 | великий князь киевский (972—978)      | Обманом выманен на переговоры в Родене своим братом Владимиром, где был заколот скандинавскими наёмниками по его приказу. |
| 1094            | Абу Ахмад Джафар     | Тайфа Валенсия                                | эмир (1092—1094)                      | Свергнут кастильцами и казнён по приказу Эль Сида; по некоторым данным он был сожжён на костре. |
| декабрь 1205    | Алексей V Дука       | Византия                                      | император (1204)                      | Свергнут крестоносцами, после чего бежал к бывшему императору Алексею III, по приказу которого он был ослеплён. Спустя время схвачен крестоносцами. Приговорён к смерти за убийство императора Алексея IV; его возвели на высокую Таврскую колонну и сбросили оттуда вниз. |
| 29 октября 1268 | Конрадин             | Королевство Сицилия Иерусалимское королевство | король (1254—1258) король (1254—1268) | Побеждён в противоборстве с Карлом Анжуйским. Схвачен в Астуре и выдан своему противнику Карлу Анжуйскому. После короткого суда Конрадин и его ближайшие сподвижники были обезглавлены в Неаполе.                                                                          |
| 1 ноября 1463   | Давид Великий Комнин | Трапезундская империя                         | император (1459—1461)                 | Свергнут турками-османами. Спустя время арестован и переселён в Стамбул, где был задушен вместе с 7 своими сыновьями и племянниками за то, что он отказался принять ислам.                                                                                                 |

## XVI—XVIII века
| дата                  | имя                      | фото | страна               | титул                                          | Обстоятельства казни |
| --------------------- | ------------------------ | ---- | -------------------- | ---------------------------------------------- | --- |
| 23 февраля 1541       | Александр Корня          |      | Молдавское княжество | господарь (1540—1541)                          | Во время битвы возле Галац предан собственными боярами. 23 февраля 1541 года обезглавлен. |
| 14 июля 1574          | Иоан Водэ Лютый          |      | Молдавское княжество | господарь (1572—1574)                          | Сдался туркам во время битвы у озера Кагул, поверив клятве турецкого командующего Ахмед-паши, что тот сохранит ему жизнь. Иоанн Лютый явился в его шатёр, где был обезглавлен и разорван на части двумя верблюдами. |
| 16 июня 1578          | Иван Подкова             |      | Молдавское княжество | господарь (1577—1578)                          | Казнён 16 июня 1578 года на Площади Рынок во Львове. Перед казнью огласил речь, прочитал молитву и перекрестился. |
| 8 февраля 1587        | Мария I Стюарт           |      | Шотландия            | королева (1542—1567)                           | Претендентка на английский престол. Была обвинена в попытке заговора против Елизаветы I. Обезглавлена 8 февраля 1587. На эшафот её сопровождала собака. |
| 1592                  | Пётр VII Казак           |      | Молдавское княжество | господарь (1592)                               | Действия Петра VII на посту господаря не устраивали Османскую империю. После турецкой интервенции долго скрывался, однако 25 октября 1592 был пленен. Казнён в Константинополе путём удушения |
| 20 мая 1622           | Осман II                 |      | Османская Империя    | Османский султан                               | В ходе бунта янычар недовольных правлением юного падишаха, Осман в мае 1622 был свергнут с трона, доставлен в Едикуле и удушен там 20 мая 1622 года. |
| 21 июня (4 июля) 1622 | Луарсаб II               |      | Картли (Грузия)      | царь (1606—1614)                               | В октябре 1614 года шах Абасс отправил Луарсаба в заточение. 4 июля 1622 вопреки просьбам российских царей и правителей Грузии за отказ принять ислам был казнен. |
| 2 июля 1633           | Мирон Барновский-Могила  |      | Молдавское княжество | господарь (1626-1629; 1633)                    | Был избран господарем в начале 1626 года. В начале второго срока турки заподозрили, что он склоняется к полякам. Барновского заманили в Константинополь и казнили 2 июля 1633 года |
| 17 августа 1648       | Ибрагим I                |      | Османская Империя    | Османский султан                               | Ибрагим был психически больным человеком и не мог нормально управлять государством. Отдавал опасные для империи приказы и неразумно распоряжался казной. Был свергнут 8 августа 1648 года во время дворцового переворота устроенным Турхан Султан и Кёсем Султан, последняя впоследствии стала регентом при малолетнем внуке (сыне Ибрагима и Турхан) Мехмеде IV, который стал султаном после свержения отца. Ибрагима поместили в кафес, где он провёл несколько лет в заточении до восхода на трон, и 17 августа 1648 был казнён путём удушения. |
| 30 января 1649        | Карл I                   |      | Англия               | король (1625—1649)                             | Свергнут в ходе Английской революции, предан суду как тиран, мятежник, убийца и враг английского государства. Публично казнён отрубанием головы в Уайтхолле перед зданием Банкетинг-хауса. |
| 26 августа 1714       | Константин II Брынковяну |      | Княжество Валахия    | господарь (1688—1714)                          | В марте 1714 года турецкий султан Ахмед III сместил его с господарского трона и вызвал в Стамбул, где Константин Брынковяну был замучен до смерти, а его сыновья Константин, Стефан, Раду и Матей — обезглавлены. |
| 1716                  | Штефан Кантакузен        |      | Княжество Валахия    | господарь (1714—1716)                          | Его правление совпало с нападением габсбургских войск под предводительством Евгения Савойского. Валашский господарь Штефан Кантакузен перешёл на сторону австрийцев и проинформировал графа Штефана Штайнвиля о военных приготовлениях турок. В январе 1716 г. турецкий султан издал указ об аресте валашского господаря Штефана, его отца Константина и дяди Михая. В июне 1716 года все трое были казнены в Стамбуле. |
| 1763                  | Фатх-Али-хан Афшар       |      | Урмийское ханство    | хан урмии (1747—1748), хан Тебриза (1749—1763) | |
| 21 января 1793        | Людовик XVI              |      | Франция              | король (1774—1792)                             | Арестован во время Великой Французской революции, предан суду и обвинён «в заговоре против общественной свободы и в посягательстве на безопасность государства». Публично гильотинирован на площади Революции утром 21 января. Его последними словами стали: «Я умираю невиновным во всех преступлениях, в которых меня обвиняют, и молю Бога простить врагам моим». |

## XIX век
| дата             | имя                      | фото | страна                              | титул                  | Обстоятельства казни |
| ---------------- | ------------------------ | ---- | ----------------------------------- | ---------------------- | --- |
| 13 октября 1815  | Иоахим Мюрат             |      | Неаполитанское королевство          | король (1808—1815)     | Приговорён военным трибуналом к расстрелу. Сам командовал казнью; его последними словами были: «Солдаты, исполните ваш долг, стреляйте в сердце, но пощадите лицо! Огонь». |
| 5 октября 1816   | Камило Торрес Тенорио    |      | Соединённые Провинции Новой Гранады | президент (1815-1816)  | 4 октября 1816 военный трибунал приговорил Тенорио и других членов хунты к смертной казни. 5 октября был казнён на главной площади Боготы. Голова Тенорио была выставлена в клетке для устрашения |
| 14 июля 1824 год | Агустин I                |      | Первая Мексиканская империя         | император (1821-1823)  | В 1824 Итурбиде вернулся из Европы в надежде вернуть себе власть. Мексиканский конгресс объявил его вне закона и постановил предать его смертной казни немедленно по высадке на берег. Тем не менее Итурбиде, переодетый, вступил на мексиканскую землю. Одновременно восстали несколько провинций. Однако он был арестован в штате Тамаулипас и 19 июля расстрелян. Его не раз безуспешно пытались освободить его сторонники и монархисты. |
| 6 октября 1849   | Лайош Баттяни            |      | Венгрия                             | премьер-министр (1848) | Схвачен австрийскими солдатами во время Венгерской революции и приговорён к повешению, но ночью перед исполнение приговора он предпринял неудачную попытку покончить с собой. Тяжело раненый, он был расстрелян на следующее утро в Пеште. |
| 30 сентября 1860 | Хуан Рафаэль Мора Поррас |      | Коста-Рика                          | президент (1849—1859)  | |
| 29 августа 1865  | Херардо Барриос          |      | Сальвадор                           | президент (1859—1863)  | 27 июля он был доставлен в тюрьму в Сан-Сальвадоре. Был отдан под военный трибунал, который приговорил его к смерти. 29 августа 1865 года Барриос был расстрелян. |
| 19 июня 1867     | Максимилиан I            |      | Мексика                             | император (1863—1867)  | Военный суд приговорил к смерти «Максимилиана Габсбурга, называющего себя императором Мексики», вместе с оставшимися до конца ему верными генералами Мигелем Мирамоном и Томасом Мехиа. 19 июня 1867 года они были расстреляны на холме Лас-Кампанас. |
| 26 июля 1872     | Хосе Бальта              |      | Перу                                | президент (1868—1872)  | |

## XX—XXI века
| Дата             | Имя                             | фото | Страна                          | Титул                                                                  | Обстоятельства казни |
| ---------------- | ------------------------------- | ---- | ------------------------------- | ---------------------------------------------------------------------- | --- |
| 17 июля 1918     | Николай II                      |      | Российская империя              | император (1894—1917)                                                  | В условиях успешного наступления белогвардейцев на Екатеринбург, Уральский Совет постановил казнить Романовых. В ночь с 16 на 17 июля Николай II вместе со всей семьёй и четырьмя прислугами были расстреляны в угловой полуподвальной комнате дома Ипатьева. По одним данным, когда комендант дома Яков Юровский огласил приговор, Николай II успел лишь сказать: «что?». |
| 15 ноября 1922   | Димитриос Гунарис               |      | Греция                          | премьер-министр (1915, 1921—1922)                                      | Привлечён к ответственности в рамках процесса шести за военное поражение Греции в войне с Турцией в Малой Азии и расстрелян. |
| 15 ноября 1922   | Николаос Стратос                |      | Греция                          | премьер-министр (1922)                                                 | Привлечён к ответственности в рамках процесса шести за военное поражение Греции в войне с Турцией в Малой Азии и расстрелян. |
| 15 ноября 1922   | Петрос Протопападакис           |      | Греция                          | премьер-министр (1922)                                                 | Привлечён к ответственности в рамках процесса шести за военное поражение Греции в войне с Турцией в Малой Азии и расстрелян. |
| 2 июля 1925      | Николай Дмитриевич Голицын      |      | Российская империя              | председатель Совета Министров (1917)                                   | Арестован по «Делу лицеистов». По постановлению коллегии ОГПУ расстрелян. По некоторым данным его последними словами были: «Я устал от жизни — слава Богу!». |
| 26 ноября 1937   | Пелжидийн Гэндэн                |      | Монгольская Народная Республика | председатель Совета Народных Комиссаров (1932—1935)                    | Помещён под домашний арест, затем отправлен в Крым, а позднее перевезён в Москву, где на допросах признался в сговоре с «ламаистскими реакционерами» и «японскими шпионами». Расстрелян в Москве как японский шпион и контрреволюционер. |
| 15 марта 1938    | Алексей Иванович Рыков          |      | СССР                            | председатель Совета Народных Комиссаров (1924—1930)                    | Арестован и привлечён к Третьему Московскому процессу по делу «Правотроцкистского антисоветского блока». Расстрелян на территории спецобъекта НКВД «Коммунарка». |
| 26 февраля 1939  | Станислав Викентьевич Косиор    |      | СССР (УССР)                     | Первый Секретарь ЦК КП Украины (1934-1938)                             | Был обвинён в принадлежности с так называемой "Польской Военной Организацией". 3 мая 1938 года был лишён всех партийных постов и арестован.26 февраля 1939 года он был приговорён к расстрелу. Приговор приведён в исполнение в тот же день. |
| 1941             | Анандын Амар                    |      | Монгольская Народная Республика | председатель Совета Народных Комиссаров (1936—1939)                    | Осуждён советской тройкой и расстрелян. Точное место и дата казни остаётся неизвестным, однако некоторые данные свидетельствуют о том, что его труп был выброшен из самолёта. |
| 1 февраля 1945   | Добри Божилов                   |      | Болгария                        | премьер-министр (1943—1944)                                            | После прихода к власти коммунистов в Болгарии Божилов был схвачен и народным трибуналом приговорён к смертной казни. Он был расстрелян |
| 28 апреля 1945   | Бенито Муссолини                |      | Италия                          | премьер-министр (1922—1943)                                            | Схвачен итальянскими партизанами из 52-й гарибальдийской бригады при попытке бегства в Швейцарию. По официальной версии, на следующий день он с любовницей Кларой Петаччи были расстреляны партизанами около ворот виллы Бельмонте близ деревни Донго. |
| 10 января 1946   | Ласло Бардоши                   |      | Венгрия                         | премьер-министр (1941—1942)                                            | После окончания Второй мировой войны Бардоши был арестован и обвинён в совершении военных преступлений. Приговорён к смертной казни. Был расстрелян в 1946 году в Будапеште. |
| 28 февраля 1946  | Бела Имреди                     |      | Венгрия                         | премьер-министр (1938—1939)                                            | После окончания Второй мировой войны был схвачен и за военные преступления расстрелян в 1946 году. |
| 1 июня 1946      | Ион Антонеску                   |      | Румыния                         | кондукэтор (1940—1944)                                                 | 23 августа 1944 арестован в ходе переворота. 17 мая 1946 приговорен судом к расстрелу. 1 июня расстрелян. |
| 22 августа 1946  | Деме Стояи                      |      | Венгрия                         | премьер-министр (1944)                                                 | В Апреле 1945 бежал в Германию и был взят в плен американцами. В октябре 1945 выдан Венгрии. Осуждён Народным трибуналом в Будапеште. Расстреляны 22 августа 1946. |
| 30 марта 1947    | Кази Мухаммед                   |      | Мехабадская Республика          | президент (1946)                                                       | |
| 18 апреля 1947   | Йозеф Тисо                      |      | Словакия                        | президент (1939—1945)                                                  | |
| 23 декабря 1948  | Тодзио Хидэки                   |      | Япония                          | премьер-министр (1941—1944)                                            | Осуждён в ходе Токийского процесса за преступления против человечности. Повешен с шестью другими военными преступниками во дворе тюрьмы Сугамо; официально объявлен мёртвым в 00:10 часов. |
| 23 декабря 1948  | Хирота Коки                     |      | Япония                          | премьер-министр (1936—1937)                                            | Осуждён в ходе Токийского процесса за преступления против человечности. Повешен с шестью другими военными преступниками во дворе тюрьмы Сугамо. |
| 14 августа 1949  | Хусни аз-Займ                   |      | Сирия                           | президент (1949) премьер-министр (1949)                                | |
| 14 августа 1949  | Мухсин аль-Барази               |      | Сирия                           | премьер-министр (1949)                                                 | |
| 16 июня 1958     | Имре Надь                       |      | Венгерская Народная Республика  | Председатель Совета Министров (1955—1956)                              | Обманом выманен из посольства Югославии после подавления венгерского восстания, арестован и в ходе закрытого судебного процесса осуждён за государственную измену. Повешен с Миклошем Гимешем (советник Надя) и Палом Малетером (один из вождей «сопротивления») во дворе Будапештской Центральной тюрьмы.                                                                 |
| 17 сентября 1961 | Аднан Мендерес                  |      | Турция                          | премьер-министр (1950—1960)                                            | Свергнут в ходе военного переворота, арестован и приговорён военным трибуналом к смертной казни за нарушение конституции. Повешен на острове Имралы. |
| 9 февраля 1963   | Абдель Керим Касем              |      | Ирак                            | премьер-министр (1958—1963)                                            | Свергнут в ходе Военного переворота 8 февраля, на следующий день приговорен к казни. Расстрелян вместе с министрами в прямом эфире |
| 2 июня 1966      | Эварист Кимба Мутомбо           |      | Конго (Киншаса)                 | премьер-министр (1965)                                                 | Публично повешен с тремя министрами в Киншассе по обвинению в попытке переворота. |
| 23 ноября 1974   | Цехафи Таесас Аклилоу Абтевольд |      | Эфиопия                         | премьер-министр (1961—1974)                                            | Арестован после падения монархии; расстрелян «за преступления против эфиопского народа» вместе с 58 императорскими должностными лицами во дворе тюрьмы Акакии. |
| 23 ноября 1974   | Энделкачеу Мэконнын             |      | Эфиопия                         | премьер-министр (1974)                                                 | Арестован правительством Дерг; вывезен из дворца Менелика в Центральную тюрьму Акакия и расстрелян во дворе тюрьмы вместе с 58 императорскими должностными лицами «за преступления против эфиопского народа». |
| 25 марта 1977    | Альфонс Массамба-Деба           |      | Конго (Браззавиль)              | президент (1963—1968)                                                  | |
| май 1978         | Мохаммад Муса Шафик             |      | Афганистан                      | премьер-министр (1972—1973)                                            | Арестован после Саурской революции и казнён. |
| 4 апреля 1979    | Зульфикар Али Бхутто            |      | Пакистан                        | президент (1971—1973) премьер-министр (1973—1977)                      | Бхутто был обвинён в убийстве своего политического оппонента и приговорён 18 марта 1978 года Высоким судом Лахора к казни. Повешен в Центральной тюрьме Равалпинди |
| 7 апреля 1979    | Амир Аббас Ховейда              |      | Иран                            | премьер-министр (1965—1977)                                            | Арестован в годы правления шаха, а затем после исламской революции обвинён революционным трибуналом в шпионаже в пользу Сионизма, фальсификации выборов и.т.д.. Осуждён и в тот же день расстрелян во дворе тюрьмы Каср. |
| 16 июня 1979     | Игнатиус Ачеампонг              |      | Гана                            | председатель Верховного военного совета (1975—1978)                    | Посажен под домашний арест после военного переворота, а во время очередного переворота арестован и обвинён вместе с 7 офицерами в коррупции и злоупотреблении властью. Расстрелян рано утром на военном полигоне в Теши. |
| 26 июня 1979     | Аквази Африфа                   |      | Гана                            | председатель Национально-освободительного совета (1969—1970)           | Арестован на своей ферме после военного переворота и обвинён в коррупции, растрате и использовании государственных средств в своих личных интересах. Расстрелян с бывшим главой государства Акуффо и четырьмя офицерами на военном полигоне в Теши. |
| 26 июня 1979     | Фредерик Акуффо                 |      | Гана                            | председатель Верховного военного совета (1978—1979)                    | Арестован после военного переворота и обвинён вместе с 7 офицерами в коррупции и злоупотреблении властью. Расстрелян с бывшим главой государства Африфой и четырьмя офицерами на военном полигоне в Теши. |
| август 1979      | Нур Ахмад Эттемади              |      | Афганистан                      | премьер-министр (1967—1971)                                            | Арестован после Саурской революции. Казнён в тюрьме. |
| 29 сентября 1979 | Масиас Нгема                    |      | Экваториальная Гвинея           | президент (1968—1979)                                                  | Свергнут в ходе переворота и отправлен на скамью подсудимых по обвинению в геноциде, массовых убийствах, хищении государственных средств, нарушении прав человека и измене. Специальный военный трибунал вынес смертный приговор и в 6 часов вечера того же дня Нгема и ещё шесть человек были расстреляны на территории тюрьмы «Чёрный пляж».                             |
| 25 декабря 1989  | Николае Чаушеску                |      | Румыния                         | председатель Государственного Совета (1965—1974) президент (1974—1989) | Свергнут и арестован в ходе Румынской революции. Обвинён военным трибуналом в геноциде, разрушении национальной экономики и т.п. Расстрелян с женой во дворе уездного комиссариата полиции в Тырговиште. О последних минутах жизни известно, что идя к месту казни, Чаушеску пел интернационал, а потом чуть слышно сказал: «Долой предателей».                            |
| 30 декабря 2006  | Саддам Хусейн                   |      | Ирак                            | президент (1979—2003) премьер-министр (1979—1991; 1994—2003)           | Предстал перед судом по обвинениям в массовых убийствах в годы своего правления. Приговорён Высшим Уголовным Трибуналом Ирака к смертной казни. Повешен в 6 часов утра в багдадском районе Казимия; его последними словами стали отрывки из Шахады: «Нет Бога кроме Аллаха, и Мухаммад...»                                                                                 |
| 20 октября 2011  | Каддафи, Муаммар                |      | Ливия                           | Братский вождь и руководитель революции                                | Убит повстанцами. Последними словами были «Что, я вам...» |